# Lychnis crassifolia
Lychnis crassifolia là loài thực vật có hoa thuộc họ Cẩm chướng. Loài này được (T.C.E. Fries) M.Popp mô tả khoa học đầu tiên năm 2008.